# Bardstown
Bardstown – miasto w Stanach Zjednoczonych, w środkowej części stanu Kentucky. Około 11,7 tys. mieszkańców. Siedziba hrabstwa Nelson.

## Historia
Pierwotna nazwa miasta to Baird's Town. Było jednym z pierwszych miast późniejszego stanu Kentucky. Założone w 1788 roku. Miasto było jednym z pierwszych ośrodków katolicyzmu na ziemiach na zachód od Appalachów. W 1808 zostało siedzibą jednej z pierwszych diecezji amerykańskich - diecezji Bardstown. Katedrą była istniejąca do dziś bazylika św. Józefa, wpisana do National Register of Historic Places.
Old Tavern Talbott – tawerna zlokalizowana w sąsiedztwie budynku sądu jest częścią bogatej historii miasta. Założona w 1779 roku, korzystali z niej podobno Abraham Lincoln i Daniel Boone. Legenda głosi, że kule znajdujące się w ścianach budynku były wystrzelone przez Jesse’ego Jamesa.

## Miasto obecnie
Bardstown jest nazywane światową stolicą bourbona z powodu wielu gorzelni znajdujących się wokół miasta. W pobliżu swą siedzibę mają takie marki jak Jim Beam, Heaven Hill i Marker's Mark. Co roku organizowany jest festiwal – Kentucky Bourbon Festival. W mieście znajduje się też muzeum whiskey i czwarte w kraju co do wielkości muzeum wojny secesyjnej.